# VDownloader
VDownloader es un software gestor de descargas de videos para Windows, originalmente desarrollado por Enrique Puertas Sanz, profesor de las TIC en la Universidad Europea de Madrid. La aplicación fue lanzada como freeware en 2007. A medidos de 2008, VDownloader alcanzó el hito de 8 millones de usuarios activos. En 2009, VDownloader fue adquirido por Vitzo Limited, un desarrollador de software y compañía de marketing en línea Dentro de pocos meses, Vitzo lanzó VDownloader 2.0 que fue desarrollado desde cero en C#.NET para sustituir la aplicación original basada en Pascal.
En noviembre de 2010, Vitzo lanzó VDownloader 3.0 y ramificó el producto a una versión Libre y Plus. Esta última generación de VDownloader contó con algunas características nunca antes vistas entre el software de descarga de vídeo, tales como descargas de listas totalmente automatizadas, descarga planificada / programada y la integración de Facebook. Entre otras nuevas adiciones están la grabación de DVD integrada, la función historial, que es básicamente un archivo que permite que videos vistos en el navegador puedan ser guardados / convertidos sin descargarlo de nuevo, y la opción de convertir vídeos desde el disco duro a través de formatos de salida totalmente configurables.
Con VDownloader los usuarios pueden descargar videos de sitios web como YouTube, Google, Dailymotion, Myspace, Pörkölt, Metacafe, Break, 123video, Bolt, vSocial, Video.yahoo y Facebook. Los archivos se guardan en el disco duro y pueden ser automátcamente codificados como MPEG, AVI, VCD, DVD, iPod, PSP o FLV.